# Салин, Минайдар Салимович
Минайдар Салимович Салин (каз. Мінайдар Сәлімұлы Салин; 1 апреля 1904, а. № 3, Мендыгаринская волость, Кустанайский уезд, Тургайская область, Российская империя — 6 октября 1983, СССР) — советский казахский государственный и партийный деятель.

## Биография
Родился 1 апреля 1904 в ауле № 3 Мендыгаринской волости Кустанайского уезда Тургайской области Российской империи (ныне село в составе Мендыкаринского района Костанайской области Казахстана). Член ВПК(б) с 1930. 
Окончил однолетний курс для партийных и советских работников в Москве.
Начальник районного отдела Народного комиссариата внутренних дел Акмолинской области, в 1939 — 42 гг. работал третьим секретарем ЦК КП(б) Казахстана.
В 1944 — 45 годах председатель исполнительного комитета совета депутатов трудящихся Южно-Казахстанской области, в 1945—1952 годах был первым секретарем Западно-Казахстанского областного комитета партии.
В 1952—1953 годах — первый секретарь Южно-Казахстанского областного комитета партии.
Депутат Верховного Совета СССР II—III созывов.